# Список эпизодов телесериала «Нетакая»
Далее представлен список и краткий обзор серий американского ситкома канала Никелодеон «Нетакая». Сериал транслировался с 12 сентября 2004 до 16 декабря 2007 и состоит из 41 серии и 3 сезонов.

## Обзор серий
| Сезон | Серии | Серии | Даты показа      | Даты показа     |
| Сезон | Серии | Серии | Первая серия     | Последняя серия |
| ----- | ----- | ----- | ---------------- | --------------- |
| 1     | 13    | 13    | 12 сентября 2004 | 6 марта 2005    |
| 2     | 15    | 15    | 10 сентября 2005 | 7 октября 2006  |
| 3     | 13    | 13    | 10 августа 2007  | 16 декабря 2007 |

## Эпизоды

### Первый сезон (2004—2005)
| № общий | № в сезоне | Название                                   | Режиссёр      | Автор сценария              | Дата премьеры в США | Дата премьеры в России | Произв. код |
| --- | ---------- | ------------------------------------------ | ------------- | --------------------------- | ------------------- | ---------------------- | ----------- |
| 1 | 1          | «The Party» «Вечеринка»                    | Линда Мендоза | Сью Роуз                    | 12 сентября 2004    | 2 февраля 2008         | 101         |
| Чтобы стать популярной, Эдди решает устроить вечеринку в честь начала 7 класса. |            |                                            |               |                             |                     |                        |             |
| 2 | 2          | «The Secret» «Секрет»                      | Фред Саваж    | Лора Маккриари              | 19 сентября 2004    | 3 февраля 2008         | 102         |
| Узнав, что Зак и Джина не всегда говорили ей правду, Эдди придумывает правило, запрещающее трём друзьям лгать друг другу. Но это не помогает.                                                             |            |                                            |               |                             |                     |                        |             |
| 3 | 3          | «The Picture» «Фотография»                 | Бетани Руни   | Сью Роуз                    | 26 сентября 2004    | 9 февраля 2008         | 103         |
| В день общей фотографии Мэрис и Кренберри говорят Эдди, что её причёска плоская. Она очень переживает из-за этого.                                                                                        |            |                                            |               |                             |                     |                        |             |
| 4 | 4          | «The Book Club» «Книжный клуб»             | Линда Мендоза | Маделлейн Пэкстон           | 10 октября 2004     | 10 февраля 2008        | 104         |
| Мама Эдди заставляет её проводить много времени в своём книжном клубе. Эдди против, но не знает, как сказать об этом. Солгав матери, она вместо собрания клуба сбегает на вечеринку через кошачью дверцу. |            |                                            |               |                             |                     |                        |             |
| 5 | 5          | «The Pal» «Приятель»                       | Бетани Руни   | Лора Маккриари              | 17 октября 2004     | 16 февраля 2008        | 105         |
| Эдди не уверена, что нравится Джейку Бехари, и использует советы из женского журнала, чтоб понравиться ему.                                                                                               |            |                                            |               |                             |                     |                        |             |
| 6 | 6          | «The Rap» «Репутация»                      | Джо Менендез  | Крис Ни                     | 7 ноября 2004       | 17 февраля 2008        | 106         |
| Эдди становится «популярной» в школьном задании, где все делятся на группы и не общаются друг с другом вне групп, в то время как Джина становится «ботаничкой» вместе с Кренберри.                        |            |                                            |               |                             |                     |                        |             |
| 7 | 7          | «The Pink Guitar» «Розовая гитара»         | Линда Мендоза | Наначка Кан                 | 28 ноября 2004      | 23 февраля 2008        | 107         |
| Эдди вступает в женскую группу, но остальные её участники больше беспокоятся о хореографии, чем она. После выступления в "Джусе" она уходит.                                                              |            |                                            |               |                             |                     |                        |             |
| 8 | 8          | «The 66th Day» «66 День»                   | Фред Саваж    | Мэттью Негрете              | 2 января 2005       | 24 февраля 2008        | 108         |
| Эдди пытается вернуть диск с 65 песнями которые она написала о своей любви к Джейку. |            |                                            |               |                             |                     |                        |             |
| 9 | 9          | «The List of Kissed» «Список поцелованных» | Беттани Руни  | Лора МакКреари              | 9 января 2005       | 1 марта 2008           | 109         |
| Эдди готова на все, чтобы войти в список девушек, которых уже целовал парень, и пытается заставить Элая поцеловать её.                                                                                    |            |                                            |               |                             |                     |                        |             |
| 10 | 10         | «The B Word» «Слово»                       | Джо Менендез  | Эдди Гузелиан               | 16 января 2005      | 2 марта 2008           | 110         |
| Эдди не нравится новый парень Джины, но она не знает, как сказать ей об этом. |            |                                            |               |                             |                     |                        |             |
| 11 | 11         | «The Little Sister» «Младшая сестра»       | Фред Саваж    | Маделлейн Пэкстон           | 30 января 2005      | 8 марта 2008           | 111         |
| Чтобы выйти из тени старшего брата, Эдди решает прославиться в чём-то, чего никогда не делала - напечатать статью в школьной газете, но добивается успеха в том, чего не ожидала.                         |            |                                            |               |                             |                     |                        |             |
| 12 | 12         | «The Partner» «Партнёр»                    | Джо Менендез  | Лора МакКреари              | 13 февраля 2005     | 9 марта 2008           | 112         |
| Эдди пытается убедить Зака быть её партнёром в проекте, потому что больше никто не хочет работать с ней.                                                                                                  |            |                                            |               |                             |                     |                        |             |
| 13 | 13         | «The Bar Mitzvah» «Бар-мицва»              | Линда Мендоза | Наначка Кан и Лора Макреари | 6 марта 2005        | 15 марта 2008          | 113         |
| Эдди приглашена на вечеринку Рэнди Кляйна, но из-за своих брекетов боится идти. |            |                                            |               |                             |                     |                        |             |

### Второй сезон (2005—2006)
| № общий | № в сезоне | Название                                                                         | Режиссёр             | Автор сценария                  | Дата премьеры в США | Дата премьеры в России                        | Произв. код |
| --- | ---------- | -------------------------------------------------------------------------------- | -------------------- | ------------------------------- | ------------------- | --------------------------------------------- | ----------- |
| 14 | 1          | «The Rhinoceros In the Middle of the Room» «Носорог в комнате»                   | Джо Менендез         | Сью Роуз                        | 10 сентября 2005    | 16 марта 2008                                 | 201         |
| Эдди нравится Рэнди Кляйн, но она избегает его, не зная, как он относится к ней. Тётя Берта рассказывает ей, как нужно целоваться с брекетами. |            |                                                                                  |                      |                                 |                     |                                               |             |
| 15 | 2          | «The Balancing Act» «Баланс»                                                     | Виктор Нелли-младший | лора МакКрейри                  | 18 сентября 2005    | 22 марта 2008                                 | 202         |
| Эдди проводит много времени с Рэнди и совсем забывает о друзьях. |            |                                                                                  |                      |                                 |                     |                                               |             |
| 16 | 3          | «The Job» «Работа»                                                               | Стив Холланд         | Маделлейн Пэкстон               | 25 сентября 2005    | 23 марта 2008                                 | 203         |
| Эдди не умеет обращаться с деньгами и никогда не возвращает долги. Она решает устроить на работу. |            |                                                                                  |                      |                                 |                     |                                               |             |
| 17 | 4          | «The Eye Randy» «Ревность»                                                       | Эллисон Лидди        | Наначка Кан                     | 9 октября 2005      | 29 марта 2008                                 | 204         |
| Эдди видит, что Рэнди очень популярен, и ревнует его к каждой девушке. |            |                                                                                  |                      |                                 |                     |                                               |             |
| 18 | 5          | «The Road Trip» «Дорога»                                                         | Фред Саваж           | Мэттью Негрете                  | 16 октября 2005     | 30 марта 2008                                 | 205         |
| Эдди увиливает от поездки за город в родителями, а Бен решает в их отсутствие устроить вечеринку. Но мама звонит Эдди каждый час. |            |                                                                                  |                      |                                 |                     |                                               |             |
| 19 | 6          | «The Charity Case» «Благотворительность»                                         | Виктор Нелли-младший | Крис Ни                         | 23 октября 2005     | 5 апреля 2008                                 | 206         |
| Эдди и Джина соревнуются с Мэрис и Кренберри в сборе пожертвований, чтобы выиграть круиз. Бен устраивает всем неудачные розыгрыши, как его отец. |            |                                                                                  |                      |                                 |                     |                                               |             |
| 20 | 7          | «The Dark Side» «Тёмная сторона»                                                 | Фред Саваж           | Маделлейн Пэкстон               | 29 октября 2005     | 6 апреля 2008                                 | 208         |
| Эдди думает, что поцеловала Рэнди в тёмной комнате во время игры на Хеллоуин, но Рэнди, как и Джейк, был в костюме Дарта Вейдера. Эдди пытается выяснить, кто же целовал её. |            |                                                                                  |                      |                                 |                     |                                               |             |
| 21 | 8          | «The Information» «Информация»                                                   | Беттани Руни         | Лора Маккриари                  | 15 января 2006      | 12 апреля 2008                                | 207         |
| Эдди выясняет, о чем говорят парни на мини-гольфе, куда девушкам ходить нельзя. |            |                                                                                  |                      |                                 |                     |                                               |             |
| 22 | 9          | «The Gray Area» «Серый район»                                                    | Карлос Гонсалез      | Кэтрин Льюэн                    | 22 января 2006      | 13 апреля 2008                                | 209         |
| Эдди должна выбрать, кто будет проектировать новую форму команды поддержки, Джина или Мэрис. Она выбирает Мэрис, считая, что это честно. |            |                                                                                  |                      |                                 |                     |                                               |             |
| 23 | 10         | «The Perfect Couple» «Прекрасная пара»                                           | Рейчел Тэлалэй       | Маделлейн Пэкстон               | 29 января 2006      | 19 апреля 2008                                | 210         |
| Эдди сомневается, что она и Рэнди хорошая пара, ведь он ничего не знает о ней. Девушка, которая нравится Заку, не хочет с ним встречаться, потому что он семиклассник, а она из восьмого класса. |            |                                                                                  |                      |                                 |                     |                                               |             |
| 24 | 11         | «The Setup» «Установка»                                                          | Стив холланд         | Эрик Дарбин                     | 19 февраля 2006     | 20 апреля 2008                                | 212         |
| Зак и Джина пытаются помочь Эдди прийти в себя после разрыва с Рэнди. |            |                                                                                  |                      |                                 |                     |                                               |             |
| 25 | 12         | «The Drama» «Драма»                                                              | Джо Менендез         | Лора Маккриари                  | 26 февраля 2006     | 26 апреля 2008                                | 211         |
| Эдди ревнует Джейка к Джине. Они вместе играют в спектакле,а Эдди-режиссёр. Она портит спектакль и ссорится с Джиной. |            |                                                                                  |                      |                                 |                     |                                               |             |
| 26 | 13         | «The Last Day of 7th Grade The All About Yearbooks» «Последний день 7-го класса» | Сью Роуз             | Наначка Кан и Джессика Раббинер | 16 апреля 2006      | 27 апреля 2008                                | 213         |
| У Эдди последний шанс сказать Джейку о своих чувствах, написав в альбом но она не решается. Он же пишет ей, что это он был тем Дартом Вейдером, которого она поцеловала на Хеллоуин. |            |                                                                                  |                      |                                 |                     |                                               |             |
| 2728 | 1415       | «The Perfect Moment» «Лучший момент»                                             | Джо Менандез         | Лора Макриари                   | 7 октября 2006      | 3 мая 2008 (1-я часть) 4 мая 2008 (2-я часть) | 214-215     |
| После целого лета проведённого без Джейка, Эдди может сказать ему о своих чувствах, ей нужно найти его в Чайна-тауне. Отправившись туда втайне от родителей, она преодолевает много испытаний, прежде чем находит его. Наконец они признаются друг другу в любви и начинают встречаться. Бен воссоединяется с Джен. |            |                                                                                  |                      |                                 |                     |                                               |             |

### Третий сезон (2007)
10 августа 2007 года вышел один эпизод третьего сезона. Миранда Косгров снялась в серии «Шоу талантов». Третий сезон вышел в Латинской Америке 21 мая 2007, затем в Великобритании в июле того же года на Никелодеоне. В России этот сезон не транслировался.
| № общий | № в сезоне | Название                                  | Режиссёр        | Автор сценария            | Дата премьеры в США | Произв. код |
| --- | ---------- | ----------------------------------------- | --------------- | ------------------------- | ------------------- | ----------- |
| 29 | 1          | «The Talent Show» «Шоу талантов»          | Эллисон Лидди   | Маделлейн Пэкстон         | 10 августа 2007     | 311         |
| Эдди хочет выиграть конкурс талантов научив свою собаку говорить «Я люблю тебя». Но Джейк не хочет помогать ей, он собирается участвовать в шоу отдельно, со своим магическим номером. А его ассистенткой стала Космина (Миранда Косгров). Эдди ревнует Джейка к Космине.                                                     |            |                                           |                 |                           |                     |             |
| 30 | 2          | «The Auction» «Аукцион»                   | Карлос Гонсалез | Мэттью Негрете            | 16 сентября 2007    | 304         |
| Во время танца Эдди ломает трубу, а у школы нет денег на ремонт. Эдди предлагает устроить аукцион, где будут покупать парней. Мэри Ферри выигрывает Джейка, и Эдди пытается воссоединить её с Дуэйном. |            |                                           |                 |                           |                     |             |
| 32 | 3          | «The Song» «Песня»                        | Ниша Ганатра    | Маделлейн Пэкстон         | 30 сентября 2007    | 302         |
| Эдди участвует в конкурсе и посылает в студию свой диск, с которого Джейк специально снимает этикетку. Он боится что она забудет его и влюбится в Роба Хотти. Эдди выигрывает конкурс и пытается доказать, что автор песни она.                                                                                               |            |                                           |                 |                           |                     |             |
| 33 | 4          | «The New Best Friend» «Новый лучший друг» | Стив Холланд    | Лора Маккриари            | 7 октября 2007      | 303         |
| Жолин, старую знакомую Эдди, выгоняют из школы святой Агнес и переводят в школу Эдди. Она постоянно навязывается Эдди. Джина пытается спастись от вороны, которая постоянно атакует её по неизвестной причине. |            |                                           |                 |                           |                     |             |
| 34 | 5          | «The Two Timer» «Две Эдди»                | Стив Холланд    | Эрик Дарбин               | 28 октября 2007     | 305         |
| Мэри Ферри говорит Эдди, что видела её в кафе, хотя на самом деле Эдди болела. Также Эдди видели целующейся с Рэнди. Эдди пытается выяснить, что происходит. |            |                                           |                 |                           |                     |             |
| 35 | 6          | «The L Bomb» «Бомба Л»                    | Джо Менендез    | Наначка Кан               | 4 ноября 2007       | 306         |
| Эдди кажется, что Джейк сказал ей "Я люблю тебя", и начинает избегать его. |            |                                           |                 |                           |                     |             |
| 36 | 7          | «The Birthday» «День рождения»            | Стив Холланд    | Эдди Гузелиан             | 11 ноября 2007      | 307         |
| В день рождения Эдди вспоминает что,когда ей было 7 она составила список 82 вещей, которые сделает, когда ей будет 14. Её друзья помогают ей выполнить все это за один день. |            |                                           |                 |                           |                     |             |
| 37 | 8          | «The Guilt Trip» «Путешествие»            | Маркус Флэнаган | Крис Ни                   | 18 ноября 2007      | 308         |
| По вине Эдди Мэрис ломает руку, и не может участвовать в постановке. Эдди пытается искупить вину перед ней. |            |                                           |                 |                           |                     |             |
| 38 | 9          | «The Quest» «Квест»                       | Роберт Таунсенд | Маделлейн Пекстон         | 2 декабря 2007      | 309         |
| В школе Эдди дают работу, но ни с одной из должностей она не может справиться. |            |                                           |                 |                           |                     |             |
| 39 | 10         | «The Trip» «Tест»                         | Джо Менендез    | Джессика Раббинер         | 9 декабря 2007      | 310         |
| Бен не хочет поступать в колледж, Эдди узнаёт, что он провалил экзамен. Зак ревнует Джину. |            |                                           |                 |                           |                     |             |
| 4041 | 1213       | «The Best Trip Ever» «Лучшая поездка»     | Стив Холланд    | Мэттью Негрете и Сью Роуз | 16 декабря 2007     | 312-313     |
| Эдди предлагает в честь окончания 8 класса поехать в круиз на яхте. Вначале все хорошо, но затем яхта начинает тонуть. Зак собирается рассказать Джине о своих чувствах к ней, но Эдди не хочет, чтобы двое её лучших друзей встречались, и мешает ему. Ей же, в свою очередь, мешает Джейк. Примечание: двухсерийный эпизод. |            |                                           |                 |                           |                     |             |